# Adamowicz IV

Herb według Tadeusza Gajla

Adamowicz IV – polski herb szlachecki używany przez rodzinę pochodzenia tatarskiego. Według Stanisława Dziadulewicza jest to odmiana herbu Leliwa.

## Opis herbu
Blazonowanie stworzone przy uwzględnieniu zasad współczesnego blazonu, zaproponowanych przez Alfreda Znamierowskiego:
W polu błękitnym półksiężyc srebrny z takąż gwiazdą pięciopromienną między rogami i zaćwieczonymi na nich takimiż strzałami. Klejnot: Trzy pióra strusie. Labry: błękitne, podbite srebrem.
Herb ten, przytaczany był pierwotnie jedynie przez Stanisława Dziadulewicza, bez barw i elementów dodatkowych poza tarczą. Rekonstrukcji barw, labrów i klejnotu dokonał Tadeusz Gajl.

## Najwcześniejsze wzmianki
Herb wymieniony przez Stanisława Dziadulewicza (Herbarz rodzin tatarskich w Polsce, 1929).

## Rodzina Adamowiczów
Według Dziadulewicza znaczny ród, przypisany do zaciągu juszyńskiego, pochodzący od Dawidowiczów herbu Strzała. Z roku 1520 pochodzi wzmianka o protoplaście rodu Adamowiczów – Adamie. Jego ojcem był Stanisław Dawidowicz, właściciel Mustupicz w powiecie mińskim. Adam miał trójkę dzieci, córkę Januchnę oraz Abdruchmana (nosił on dalej nazwisko Dawidowicz) i Sołtana. Z licznego potomstwa Sołtana w 1631 żyło już tylko dwóch synów, Issup i Achmeć, którzy dali początek dwóm liniom Adamowiczów.

## Herbowni
Ponieważ był to herb własny, przysługiwał jednej tylko rodzinie herbownych:
Adamowicz.
Inne rodziny o tym samym nazwisku pieczętowały się jeszcze przynajmniej ośmioma innymi herbami.